# Isettahemdjert
Isettahemdjert, auch Asettahemdjert oder Iset Ta-Hemdjert, war die Große königliche Gemahlin des altägyptischen Pharaos Ramses III. und die Mutter von Ramses IV. und Ramses VI.
Da es sich bei Isettahemdjert wahrscheinlich um die Tochter Ramses II. und seiner Gemahlin selben Namens (Isettahemdjert) handelt, welche vermutlich von asiatischer Herkunft war, denn der Name ihrer Mutter Hemdjert (auch geschrieben als Habasilat oder Hebnerdjent) war nicht ägyptische, kann auch Isettahemdjert asiatischer Herkunft zugeschrieben werden. Sie hatte mindestens zwei Kinder, Ramses IV., der Nachfolger seines Vaters, und Amunherchepeschef (später Ramses VI.), der nach dem Tod seines Bruders und Neffen (Ramses V.) König wurde. Die Enkelkinder Isettahemdjerts waren Ramses V., die Prinzen Amunherchepeschef und Panebenkemet und die Gottesgemahlin des Amun Iset.
Ihre Titel waren: „Große königliche Gemahlin“, „Gottesgemahlin“ und „Königsmutter“ (Mut-nesut).
Isettahemdjert war in dem Grab QV51 im Tal der Königinnen bestattet worden.